# جويرسيلت

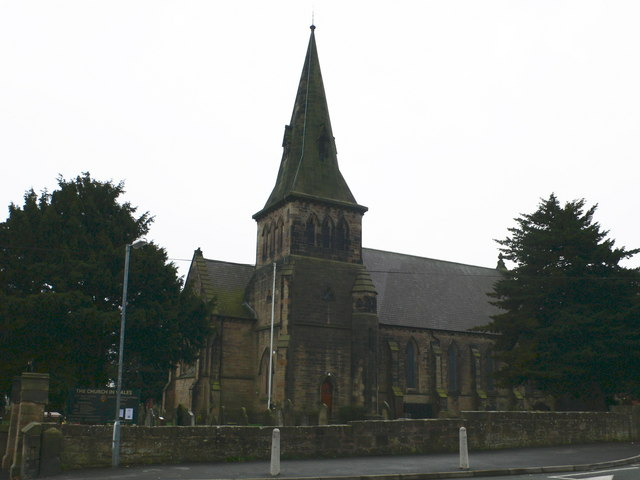

جويرسيلت(تنطق [ɡwɛrsɪɬt]) هي قرية حضرية ومجتمع حكومي محلي بالمستويات الدنيا من الحكومة المحلية وهي جزء من ريكسهام بمقاطعة بورو في ويلز.

هي واحدة من أكبر مدن ريكسهام فالقرية مكتظة بالسكان وتقع في ضواحي شمال غرب البلدة المحاذية للقرى المجاورة: للاي وسيفن واي وبيد وسيدالت.المجتمع أيضا يتضمن قرى سمرهيل وبرادلي التي كان إجمالي عدد سكانها 10,056 نسمة في تعداد عام 2001.
و اسمها مشتق من كلمة في لغة ويلز (جورسيل) وتعني المخيم، حرف تي الأخير أضيف في اللهجة المحلية لأهل المنطقة وهذه الصياغة حديثه نسبيا خلال فترة العصور الوسطى. الاسم كان مكتوبا مثل ويرشول أو ويرسول مع جويرشول وويرشام التي وجدت في القرن السادس عشر. الاسم الحالي هو مشابه لأسماء أخرى في المنطقة وهي تعديل لكلمة في لغة ويلز لأسم سابق في اللغة الإنجليزية منتهي بكلمة (هيل).

## التاريخ
جويرسيلت كانت أصلاً من بلده رعية جريسفورد. في عام 1833 كان السكان البالغ عددهم 834 شخص في زيادة تدريجية بالمنطقة في الحقبة الصناعية متوجهين إلى جويرسيلت التي يجري تشكيلها كرعية جديدة في عام 1851. تم الجمع بين البلدة القديمة من جويرسيلت وأجزاء من البلدات المجاورة من ستانستي. كانت الكنيسة الرعوية من خطط ثوماس بينسون الذي كرس نفسه للكنسية.
نمت القرية بسرعة مع صناعة تعدين الفحم المحلي حيث ان المنطقة كانت مكانا لمناجم عدة لتعدد المميزات التي لا تزال موجودة. أمتلك ادوارد غريفيث في عام 1896 منجم فحم جويرسيلت. يشغل المصنع 185 موظفاً مع 167 آخرين يعملون تحت الأرض وكان قد بُدأ العمل فيه قبل حلول عام 1881.
وتقع المنطقة بين مناجم الفحم في وادي موس وبرادلي التي استفادت من خطوط السكك الحديدية الجيدة على في خطوط سكك حديد ريكسهام السابقة المؤدية لرصيف (كوناه) المقولب لسكك حديد ريكسهام وبيركينهيد واليسمر وبريمبو وبرايتون الجديدة. كما كان من المخطط تشغيل قناة تمر عبر المجتمع بقصد تشكيل جزء من قناة اليسمر. يمكن رؤية البرهان على قطع القناة الذي لا يزال بقرب مفرق سيدالت بين سمرهيل أسفل الطريق وطريق موليد A541 وأحد الشوارع المحلية المسمى هول واي كاملاس، بمعنى طريق القناة في ويلز بمحاذاة القناة السابقة.
في منتصف القرن العشرين تم بناء مجلس للعقارات كبير بين في القرية الحالية موسعةً حجم المجتمع وخدماته إلى حد كبير.

## الحكم
قبل عام 1974، انخفضت اعداد الرعايا المدنيين لجويرسيلت في مقاطعة دينبايشيري ومنطقة ريف ريكسهام غير أن بعض المناطق في جويرسيلت نقلت إلى مدينة بورو ريكسهام في القرن العشرين في عام 1974، أصبحت رعية المدنية لمجتمع بلدة ميلر ريكسهام في مقاطعة كلويد. منذ ان ازداد التنظيم في عام 1996، كان المجتمع جزء من مقاطعة بورو ريكسهام ومقاطعة كلويد الواسعة.
يغطي مجتمع جويرسيلت مناطق أوسع بما في ذلك منطقة سمر هيل وبرادلي ورهوسروبين وموس وباركوال وسيدالت. لأغراض الحكم المحلي ويتم تقسيم المجتمع إلى ثلاثة تقسيمات فرعية: جويرسيلت الشمالية وجويرسيلت الغربية وجويرسيلت الشرقية وجويرسيلت الجنوبية.

## الترفيه وأنماط الحياة
يتوفر العديد من مرافق الترفيه وأنماط الحياة للسكان المحليين. مركز جوين إيفانز الرياضي الذي سمي باسم عضو المجلس المحلي ومدرس في المدرسة. وهو مركز ترفيهي يديره المجلس حيث يتألف من بركة سباحة بطول 25 مترا وقاعة رياضية متعددة الاستخدامات، داخل حديقة مدرسة “الين برين يسجول” الثانوية المحلية، بالإضافة إلى ذلك توفر المدرسة في اوقات الفراغ ألعاب في الهواء الطلق للطلاب متعددة الاستخدامات التي وتقع بالمنطقة المجاورة للمركز.
مركز جويرسيلت للموارد البشرية الذي بني حديثا المجهز بغرف اجتماعات وقاعة كبيرة بالإضافة لمكتبة جويرسيلت الذي يفتح لمدة ستة أيام في الأسبوع.
وهناك عدد من المنازل العامة المركزية للمنطقة بما في ذلك نادي ويتشيف وجويرسيلت للرجال العاملين، جنبا إلى جنب مع تلك الموجودة في جويرسيلت المجموعة الكبرى في سمر هيل وبرادلي وجريسفورد.

## الدين
تخدم جويرسيلت في الغالب كنيستين، طائفة كنيسة جويرسيلت هي العقيدة الإنجيلية وكنيسة الثالوث المقدس الذي هو جزء من الكنيسة الأنجليكانية في ويلز. وكلا الكنيستين ترجع إلى العصر الفيكتوري، مع الكنيسة الطائفية التي تعتبر أكبر من الكنيستين السابقتين.

## التموينات
ومن المعروف ان أكبر مركز تسوق في جويرسيلت يعرف محليا باسم مركز كويك سايف وهو على منطقة في الهواء الطلق وترأسه سلسلة سوبر ماركت كويك سايف.
واليوم تتضمن تيسكو، وأيسلندا، وعدد من تجار التجزئة المحليين وتعمل محلات الخصم الألمانية «ليدل» أيضا بقرب محطة سكة جويرسيلت الحديدية بالإضافة لعدد من المحلات التجارية المملوكة لمحليين واسواق للأطعمة ومصففي الشعر في جميع أنحاء المجمع.

## التعليم والصحة
في مدينة جويرسيلت هناك أربعة مدارس داخل حدود المجتمع: مدرسة محافظة جويرسيلت الابتدائية ومدرسة يسجول هيولفان ومدرسة يسجول ألون وإخوانه ومدرسة يسجول برين الين.
جويرسيلت سي بي ويسجول هيولفان هي مدارس ابتدائية ومتوسطة باللغة الإنجليزية.
مدرسة جويسيلت سي بي تم إنشاؤها في عام 2007 بدمج مدرسة يسجول واي غاير للتنشئة مع مدرسة مقاطعة جويرسيلت الإعدادية الابتدائية أما مدرسة “يسجول هيولفان” تم إنشاؤها في عام 2005 بالدمج بين مدرسة “يسجول برين جولو” للناشئين و “يسجول واي ودريندود “للصغار و “يسجول بوويز”. “يسجول ألون” وإخوانه هي مدرسة ابتدائية ويلزية متوسطة افتتحت عام 2013.

## الصناعة
انخفضت صناعات جويرسيلت الثقيلة السابقة في تعدين الفحم والصناعات التحويلية خلال القرن العشرين. وقد تم استرداد الكثير من الأراضي السابقة من هذه الصناعات ومعظمها اراضي سكن. لكن استمرت عددا من المستودعات الصناعية وهي من لوازم بناء ومبيعات السيارات والزجاج المزدوج لتصنيع النوافذ. وهناك استوديوهات مقر الإذاعة تعود لمجموعة من المتظاهرين السابقين التي تنتج وتبث البرامج الإذاعية لمحطات محلية بشكل رسمي كبرنامج «صوت المتظاهر» (بتردد 97.1، 96.3 ساحل 103 اف ام (جنبا إلى جنب مع ريكسهام وتشيستر.

## المواصلات
محطة جويرسيلت للسكك الحديدية
الطريق A541 المعروفة محلياً باسم طريق موليد هو الطريق الرئيسي في ريكسهام جنوبا، وشمالا من خلال جنوب فلينتشيري على الطريق موليد. السكان أيضا قريبون للطريق A483 بسبب مواصلات جريسفورد وريكسهام.
محطة سكة حديد جويرسيلت توفر خدمات كل ساعة عن طريق السكك الحديدية على «خط المنطقة الحدودية»، جنوبا إلى وسط ريكسهام، وشمالا إلى بيدستون، المتغيرة لخدمات ميرسييريل إلى وسط ليفربول. جميع الخدمات يتم تشغلها بقطارات ريفا ويلز ويغلب استخدام الديزل فئة 150 و 153 وحدة متعددة.
حافلات أريفا ويلز ومدربين جي اتش أي للخدمات يوفرون النقل بالحافلات العامة من ريكسهام إلى سمر هيل ومولد وفلنت وبيسييد من يوم الاثنين إلى السبت. تم تخفيض الخدمة يوم الأحد وخلال العطل الرسمية، مدعومة من مجلس ريكسهام والتي تقدمها أريفا.

## روابط خارجية
- Gwersyllt Community Council
- Gwersyllt photographs, books and memories
- Gwersyllt Library homepage
- Gwersyllt Library at Library Gateway نسخة محفوظة 28 يناير 2006 على موقع واي باك مشين.
- Welsh Coal Mines - research the local pit's histories
- photos of Gwersyllt and surrounding area on geograph